# (6510) Tarry
(6510) Tarry (1987 DF) – planetoida z pasa głównego asteroid okrążająca Słońce w ciągu 3,62 lat w średniej odległości 2,36 j.a. Odkryta 23 lutego 1987 roku.